# شبكة اتصالات
شبكة الاتصالات (بالإنجليزية: Telecommunications network) هي مجموعة من العُقد (المحطات) المتصلة بروابط لتمكين الاتصالات بين المحطات. تربط خطوط النقل المحطات فيما بينها والتي بدورها تعتمد تقنيات متعددة للتواصل مثل الربط الدائري بحيث تُحَدَّد قناة الإتصال قبل البدء به وعبر تقنيات تحويل الرسائل والطرود.
لكل محطة في الشبكة عنوان مُمَيِز لها عن باقي المحطات بحيث تصل الرسائل أو يتم الربط بالعناوين الصحيحة. يُسمى مجموع العناوين في الشبكة نطاق العناوين ‏.

## أمثلة
بعض الأمثلة لشبكات الاتصالات:
- شبكات الكمبيوتر
- الإنترنت
- شبكة الهاتف  [لغات أخرى]‏
- شبكة التلكس العالمية
- شبكة ACARS

### فوائد شبكات الاتصالات
الاتصالات يمكن أن تزيد وتوسع بشكل كبير عرض الموارد على مختلف الفئات العمرية. على سبيل المثال، تحتاج الشركات إلى توسعة شبكة الاتصالات السلكية واللاسلكية إذا كانت تخطط لتوسيع نطاق الشركة. يمكن للشركات باستخدام الإنترنت والكمبيوتر وشبكات الهاتف أن تُخصص الموارد بكفاءة.

## بنية الشبكة
تتكون كل شبكات الإتصال عادة من ثلاثة أجزاء أو لوحات وهي:
- لوحة المعلومات وعليها حركة المرور الفعلية الحمولة للمستخدمين.
- لوحة التحكم وتحمل معلومات التحكم (المعروف أيضا باسم الإشارات).
- لوحة الإدارة وعبرها تتم عمليات إدارة المرور اللازمة لإدارة الشبكة. أحيانا تُعتبر هذه اللوحة كجزءٍ من لوحة التحكم

## شبكة النقل البصرية (OTN)
شبكة النقل البصرية (OTN) هو مجمع كبير لسيفرات متوزعة في أماكن مختلفة ومتصلة بواسطة كابل الألياف الضوئية أو عبر ناقل بصري لنقل البيانات عبر مختلف العُقَد. نقاط السيرفر (Server Hubs) تعرف باسم «الرؤوس النهائية أو بالمواقع».  OTNs تُشكل العمود الفقري لمقدمي خدمة الإنترنت وغالبا ما ترتبط عبر سلسة ديزيوتتقاطع لتوفر خطوط احتياطية. مثل هذا الإعداد يسهل انسيابية الخدمات و تجنب تعطل الخدمة أثناء صيانة الأعطال في المعدات أو في حالة الحوادث.
الأجهزة المستخدمة لنقل البيانات معروفة بمعداة النقل الشبكية. لبعضها انتشار واسع ومن أشهر المُنتجين لها:
- الكاتيل لوسنت - AL7510, AL7750
- نورتل شبكات شركة (التي استحوذت عليها شركة Ciena) - Optera Metro سلسلة - OM4500, OM6500
- فوجيتسو المحدودة. - FlashWave سلسلة FW4500, FW7500, FW9500

قدرة الشبكة يعتمد أساسا على نوع من الإشارات المستخدمة في نقاط الإرسال و الإستقبال. سابقا تم استعمال طول موجي واحد لنقل البيانات ضوئيا، مما يحد من عرض النطاق الترددي لتردد الإرسال والاستقبال للأجهزة على طرفي قناة الإتصال. مع تطبيق مضاعفة تقسيم الطول الموجي (WDM) ارتفع عرض النطاق الترددي لل OTN إلى 100Gbit/s (OTU4 إشارة) والتي تنبعث منها أشعة الضوء من موجات ترددية مختلفة. في الآونة الأخيرة, AT&T, Verizon و Rogers Communication  تمكنوا من توظيف ال 100G في شبكاتهم. حقل كبير من المناطق في الغالب تخدمها خطوط نقل شبكية بِسِعَة 40G (OC192/STM-64).
يمكن ل قناة بِسعة 40G حمل 40 قناة مختلفة نتيجة للسعة التي تُتيحها مضاعفة التقسيم الموجية (DWDM). كل عقدة (قناة) في الشبكة قادرة على الوصول إلى القنوات المختلفة، ولكن في الغالب يتم ضبطها لعدد قليل من القنوات. يُمكن إنقاص أو إضافة البيانات المتنقلة في الشبكة باستعمال مكون إعادة الضبط والمعروف اختصاراً ب (ROADM) والذي يستخدم بدوره تقنية الإنتقاء الموجي ‏ (WSS) لاستخراج وتفعيل التردد المضبوط. بهذه الطريقة يتم تجنب تحويل كل الإشارات إلى إشارات كهربائية ويتم استخراج البيانات من القنوات المطلوبة.
أنظمة ROADM سريعة وأقل تكلفة ويمكن إعادة ضبطها للدخول إلى أي قناة على طول خطوط الشبكة (OTN pipe)
يتم ربط القنوات المُستخرجة في موقع ما بتوصيلها بأجهزة قريبة عبر muxponder أو ترانسبوندر والتي يمكنها تقسيم أو الجمع بين قنوات بِسعة 40G إلى 4x 10G  أو 8x 2.5 G من قنوات الألياف البصرية.